# Gemini 2
Gemini 2 byl druhý nepilotovaný let nového amerického kosmického programu Gemini uskutečněný agenturou NASA v roce 1965. Program následoval lety jednomístných lodí Mercury a předcházel programu Apollo.

## Průběh letu

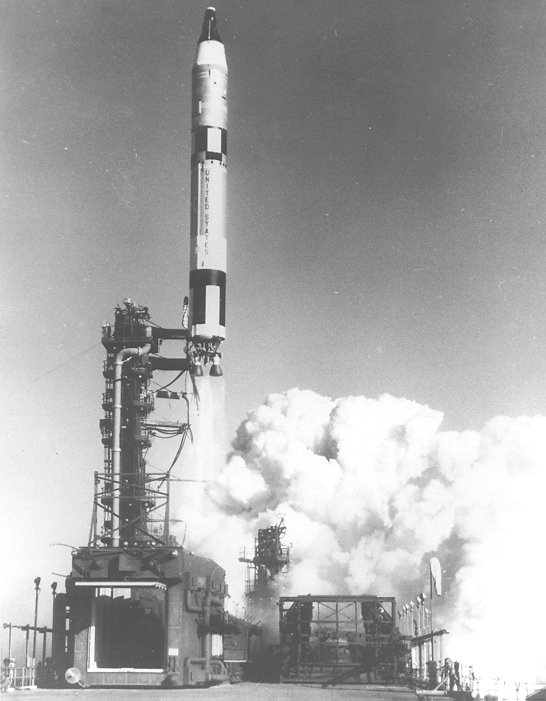
Gemini 2

Po několikerých odkladech (hurikány, technické i finanční důvody) mezikontinentální balistická střela Titan, dvoustupňová raketa Titan 2 GLV vynesla prototyp dvoumístné kabiny Gemini (GT-2, ze spojení Gemini-Titan) dne 19. ledna 1965 z Kennedyho mysu (mys Canaveral) na Floridě, z letecké základny Cape Canaveral, startovací rampa LC-19.
Zkušební let byl proveden pouze po balistické dráze a jeho účelem bylo vyzkoušet ochranný kryt na kabině, jejíž maketu Titan nesl. Ochranný kryt na sebe přebírá energii při prudkém sestupu atmosférou a postupným odtavováním snižuje teplotu kabiny letící ve svém zákrytu. Motory obou stupňů rakety fungovaly a následně se oddělily dobře, kabina po 19 minutách letu přistála na vlnách Atlantiku po letu 3440 km od místa startu. Dosáhla rychlosti 26 000 km/hodinu a výška balistického letu byla až 168 km. V oceánu ji pro pozdější vědecké zkoumání vyzvedla a dopravila na území USA letadlová loď Lake Champlain.